# Martesia nairi
Martesia nairi is een tweekleppigensoort uit de familie van de Pholadidae. De wetenschappelijke naam van de soort is voor het eerst geldig gepubliceerd in 1989 door Turner & Santhakumaran.